# Акулова, Валерия Константиновна
Вале́рия Константи́новна Аку́лова (род. 4 марта 1976, Ленинград) — российский литературовед, поэтесса, художница, иллюстратор. Исследовательница русского авангарда, специалист по творчеству Велимира Хлебникова.

## Биография
Валерия Акулова родилась 4 марта 1976 года в Ленинграде.
В 1998 году окончила филологический факультет Российского государственного педагогического университета имени А. И. Герцена (РПГУ) по специальности «русская филология». Училась в аспирантуре филологического факультета РГПУ имени А. И. Герцена на кафедре новейшей русской литературы. Научный руководитель в аспирантуре — Владимир Альфонсов, тема диссертации — «Поэтический космос В. Хлебникова»; защищена[когда?]

.
Научные интересы: стихосложение, поэзия русского авангарда, творчество Велимира Хлебникова.
Одна из создателей и администратор сайта «Мир Велимира Хлебникова» (www.hlebnikov.ru).
Автор поэтических книг «Мавьи Сны» (1998), «Петербургский текстомиф» (2007), «В поисках» (2008). Как поэт публиковалась в газете «Хлебниковская веранада», в журналах «Зинзивер», «Футурум-Арт», в антологии «Петербургская поэтическая Формация» (2008).
Профессиональный веб-мастер и sео-оптимизатор.

## Награды и премии
- Международная отметина имени отца русского футуризма Давида Бурлюка[2]